# Wybory parlamentarne na Litwie w 2012 roku
Wybory parlamentarne na Litwie w 2012 roku zostały przeprowadzone 14 października 2012, druga tura głosowania w 67 z 71 okręgów jednomandatowych odbyła się 28 października 2012. W ich wyniku obsadzono łącznie 139 ze 141 mandatów w Sejmie Republiki Litewskiej na czteroletnią kadencję.
70 posłów zostało wyłonionych w okręgu większościowym z list krajowych ugrupowań, które przekroczyły wynoszący 5% próg wyborczy. 70 posłów zostało wybranych w okręgach jednomandatowych – w pierwszej turze obsadzono w ten sposób 3 mandaty, w drugiej turze 66 z 68.
Listy krajowe wystawiło 18 komitetów wyborczych, w tym 1 koalicyjny. Kilka ugrupowań wystawiło także kandydatów tylko w okręgach jednomandatowych, w których wystartowała również grupa kandydatów niezależnych. Kandydaci mogli jednocześnie startować z listy krajowej, jak i w wybranym okręgu jednomandatowym.
Ostatni sondaż przedwyborczy wskazywał na zwycięstwo socjaldemokratów (16,9%) przed Partią Pracy (15,8%), Porządkiem i Sprawiedliwością (8,2%) i partiami rządzącymi: Związkiem Ojczyzny (7,9%) oraz liberałami (5,8%).
W głosowaniu na listy partyjne zwyciężyła Partia Pracy przed socjaldemokratami i konserwatystami. Przy uwzględnieniu wyborów w okręgach najwięcej miejsc w Sejmie uzyskała LSDP przed TS-LKD i Partią Pracy. Próg wyborczy przekroczyły też dotychczas znajdujące się w parlamencie Ruch Liberalny oraz Porządek i Sprawiedliwość, nowe ugrupowanie Droga Odwagi i po raz pierwszy od odzyskania przez Litwę niepodległości partia mniejszości polskiej – AWPL.
Mandat w okręgu wyborczym Jeziorosy-Wisaginia pozostał nieobsadzony – Główna Komisja Wyborcza unieważniła wyniki pierwszej tury głosowania z uwagi na zarzuty kupowania głosów przez jednego z kandydatów, co skutkowało koniecznością rozpisania wyborów uzupełniających. Pozostałe wyniki zostały przez VRK uznane, gdy jednocześnie ujawniano kolejne przypadki uzasadnionego podejrzenia kupowania głosów przez kandydatów Partii Pracy. Rozpoznając skargę złożoną przez prezydent Litwy, Sąd Konstytucyjny orzekł, że kolejność kandydatów Partii Pracy (m.in. w odniesieniu do wybranych do Sejmu osób, tj. Jolanta Gaudutienė, Jonas Pinskus i Živilė Pinskuvienė) oraz wyniki wyborów w okręgu birżańsko-kupiskim (w którym wygrał kandydat socjaldemokratów) zostały określone z naruszeniem prawa. Sejm zatwierdził stanowisko Sądu Konstytucyjnego, wykreślając wskazanych kandydatów Partii Pracy i unieważniając wybory w okręgu birżańsko-kupiskim.

## Partyjne listy kandydatów
1. Ruch Liberalny Republiki Litewskiej
2. Partia Republikańska
3. Partii Pracy[5]
4. Demokratyczna Partia Pracy i Jedności
5. Związek Ojczyzny – Litewscy Chrześcijańscy Demokraci
6. Droga Odwagi
7. Akcja Wyborcza Polaków na Litwie[6]
8. Litewska Partia Socjaldemokratyczna
9. Porządek i Sprawiedliwość
10. Koalicja Za Litwę na Litwie[7]
11. Partia Chrześcijańska
12. Partia Ludzi Litwy
13. Socjalistyczny Front Ludowy
14. Litewski Związek Rolników i Zielonych
15. Młoda Litwa
16. Związek Liberałów i Centrum
17. Partia Emigrantów
18. Związek TAK[8]

## Wyniki
| Lista wyborcza                                       | Głosy (lista krajowa) | % (lista krajowa) | Mandaty       | Mandaty               | Mandaty | Mandaty |
| Lista wyborcza                                       | Głosy (lista krajowa) | % (lista krajowa) | lista krajowa | okręgi jednomandatowe | Suma    | Zmiana  |
| ---------------------------------------------------- | --------------------- | ----------------- | ------------- | --------------------- | ------- | ------- |
| Litewska Partia Socjaldemokratyczna                  | 251 610               | 18,37             | 15            | 22                    | 37      | +13     |
| Związek Ojczyzny – Litewscy Chrześcijańscy Demokraci | 206 590               | 15,08             | 13            | 20                    | 33      | –12     |
| Partia Pracy                                         | 271 520               | 19,82             | 17            | 12                    | 29      | +19     |
| Porządek i Sprawiedliwość                            | 100 120               | 7,31              | 6             | 5                     | 11      | –4      |
| Ruch Liberalny Republiki Litewskiej                  | 117 476               | 8,57              | 7             | 3                     | 10      | –1      |
| Akcja Wyborcza Polaków na Litwie                     | 79 840                | 5,83              | 5             | 3                     | 8       | +5      |
| Droga Odwagi                                         | 109 448               | 7,99              | 7             | 0                     | 7       | +7      |
| Litewski Ludowy Związek Chłopski                     | 53 141                | 3,88              | 0             | 1                     | 1       | –2      |
| Niezależni                                           | –                     | –                 | –             | 3                     | 3       | –1      |
| Związek Liberałów i Centrum                          | 28 263                | 2,06              | –             | –                     | –       | –8      |
| Związek TAK                                          | 24 129                | 1,76              | –             | –                     | –       | –       |
| Socjalistyczny Front Ludowy                          | 16 515                | 1,21              | –             | –                     | –       | –       |
| Partia Chrześcijańska                                | 16 494                | 1,20              | –             | –                     | –       | –       |
| Za Litwę na Litwie                                   | 12 854                | 0,94              | –             | –                     | –       | –       |
| Młoda Litwa                                          | 8632                  | 0,63              | –             | –                     | –       | –       |
| Demokratyczna Partia Pracy i Jedności                | 4383                  | 0,32              | –             | –                     | –       | –       |
| Partia Emigrantów                                    | 4015                  | 0,29              | –             | –                     | –       | –       |
| Partia Republikańska                                 | 3661                  | 0,27              | –             | –                     | –       | –       |
| Partia Ludzi Litwy                                   | 3399                  | 0,25              | –             | –                     | –       | –       |
| Mandaty nieobsadzone                                 | –                     | –                 | –             | –                     | 2       | –       |
| Głosy nieważne i puste                               | 57 924                | –                 | –             | –                     | –       | –       |
| Razem                                                | 1 370 014             | 100               | 70            | 69                    | 139     | –       |
| Liczba uprawnionych do głosowania/Frekwencja         | 2 588 418             | 52,93             | –             | –                     | –       | –       |
| Źródła: Główna Komisja Wyborcza                      |                       |                   |               |                       |         |         |